# آوگوست استریندبری: یک عمر
آوگوست استریندبری: یک عمر (سوئدی: August Strindberg: Ett liv) یک مجموعه تلویزیونی سوئدی-دانمارکی-اتریشی-آلمانی است که در سال ۱۹۸۵ منتشر شد. این مجموعه تلویزیونی دربارهٔ زندگی آوگوست استریندبری است.

## بازیگران
- تومی بریگرین در نقش آوگوست استریندبری
- یوران استانگرتس در نقش کارل لارشون
- توماس بولمه در نقش یالمار برانتینگ
- سوئره آنکر اوسدال در نقش بیورنستیرنه بیورنسون
- استلان اسکاشگورد در نقش ورنر فون هایدنشتام
- سون هلمبری در نقش اسکار دوم سوئد
- گابریل باریلی در نقش زیگموند فروید
- آنه کریگسوول در نقش هریت بس
- ماتیاس هنریکسون در نقش سون هدین
- کُنستانسه برایتیبنر در نقش فریدا اوهل
- بیورن اسکاگستاد در نقش ادوارد مونک
- استینا اکبلاد
- توماس هلبری
- اولوف بریستروم
- آنیتا ایکستروم
- لنارت یولستروم
- فرانک سوندستروم
- اینیوار شلسون
- اینیوار هیردوال
- یوستا برنهارد
- ارنست گونتر
- پیتر شیلت
- یوران گرافمان
- سسیلیا نیلسون
- آندرس لیندر
- لارس گرین
- لین استوکه
- الگورد ولتون
- کریستر لیندارو
- می‌می پولاک
- یوستا کرانتس